# 安德鲁·T·F·英
安德鲁·夺·和·英（英語：Andrew Tut Fo Ing，—1999年3月6日）为美国民主党籍政治人物，曾在理查森辞职后短暂担任夏威夷州副州长一职。